# Henrique Pereira Rosa
Henrique Pereira Rosa (Bafatá, 18 de gener de 1946 - Porto, Portugal, 15 de maig de 2013) va ser el President interí de Guinea Bissau des del 28 de setembre de 2003 fins a l'1 d'octubre de 2005.

## Biografia
El seu accés a la presidència es va produir a conseqüència del cop d'estat militar que va deposar el llavors president electe Kumba Ialá. El cop va ser fruit d'acords entre oficials polítics, líders socials civils, i el Comitè Militar per la Restauració de l'Ordre Constitucional i Democràtic, liderat per Veríssimo Correia Seabra, qui va cedir a Rosa la presidència interina catorze dies després del cop.
La principal intenció del govern provisional liderat per Rosa era administrar les eleccions que havien de retornar al país a un estat constitucional i democràtic. Al març de 2004 es van celebrar eleccions legislatives, i les presidencials entre juny i juliol de 2005, sent ambdues considerades democràtiques i transparents. El guanyador de les eleccions va ser João Bernardo Vieira, que ja havia estat president del país en dos mandats previs, entre 1980 i 1999.
Durant els seus dos anys en la presidència, el govern va treballar per aconseguir un alt nivell d'estabilitat política, acompanyat de notables millores en els compliments de drets humans a Guinea Bissau.
Rosa va cedir el poder a Vieira l'1 d'octubre de 2005. Es presentaria com a candidat independent a les eleccions presidencials de Guinea Bissau de 2009, quedant en tercer lloc.
Va morir el 15 de maig de 2013 a un hospital de Porto, al nord de Portugal, després de perdre una lluita de nou mesos contra el càncer de pulmó. Tenia 67 anys.